# Provalovo
Provalovo (Russisch: Провалово) is een plaats (posjolok bij station) aan de spoorlijn van Oessoeriejsk naar Chasan in de selskoje poselenieje van Barabasj van het district Chasanski in het uiterste zuidwesten van de Russische kraj Primorje. De plaats werd gesticht in 1940 en telt 37 inwoners (1 januari 2005), waarmee het tot de kleinere nederzettingen van het district behoort.

## Geografie
De nederzetting ligt aan de rivier de Tsjertovo, op 2 kilometer van haar instroom in de Amba en op 10 kilometer van de uitmonding daarvan in de Pestsjanajabocht van de Amoerbaai. De plaats is door een weg van 10 kilometer verbonden met de rijksweg Razdolnoje - Chasan (A189). De plaats ligt over de weg op 77 kilometer van het districtcentrum Slavjanka en ongeveer 120 kilometer van Vladivostok.
Bestuurlijk centrum: Slavjanka

Andrejevka · Bamboerovo · Barabasj · Barsovy · Baza Kroeglaja · Bezverchovo · Chasan · Filippovka · Gvozdevo · Kamysjovoje · Kedrovaja · Kraskino · Kravtsovka · Lebedinoje · Majak Bjoesse · Majak Gamova · Narva · Ovtsjinnikovo · Perevoznoje · Pojma · Posjet · Pozjarski · Primorski · Provalovo · Risovaja Pad · Rjazanovka · Romasjka · Sjachtjorskoje · Soechaja Retsjka · Soechanovka · Tsoekanovo · Vitjaz · Zajsanovka · Zanadvorovka · Zaroebino